# Tereza Bebarová
Tereza Bebarová (* 8. července 1975 Bohumín) je česká divadelní, filmová, televizní a dabingová herečka, zpěvačka, moderátorka, členka souboru Divadla na Vinohradech.

## Život
Od dětství zpívala a tancovala. Vystudovala herectví na ostravské konzervatoři. Již během studia hrála v Divadle Petra Bezruče, po absolutoriu školy byla v angažmá v ostravském Divadle Aréna, později i v Národním divadle moravskoslezském. Po přestěhování do Prahy hrála v nuselském Divadle Na Fidlovačce. V současnosti je v angažmá v Divadle na Vinohradech.
Tato velmi dobře hlasově disponovaná herečka působí jak v televizních seriálech, tak v dabingu. V seriálu Ulice televize Nova ztvárňovala Ukrajinku Světlanu. Některé diváky zmátl přízvuk, který v seriálu používala, a mysleli si, že Tereza Bebarová opravdu pochází z Ukrajiny.
Jejím partnerem je scenárista Ivan Kotmel, spolu mají dceru Klaudii (*2012) a Sofii (*2019).

## Divadelní role (výběr)

### Divadlo na Vinohradech

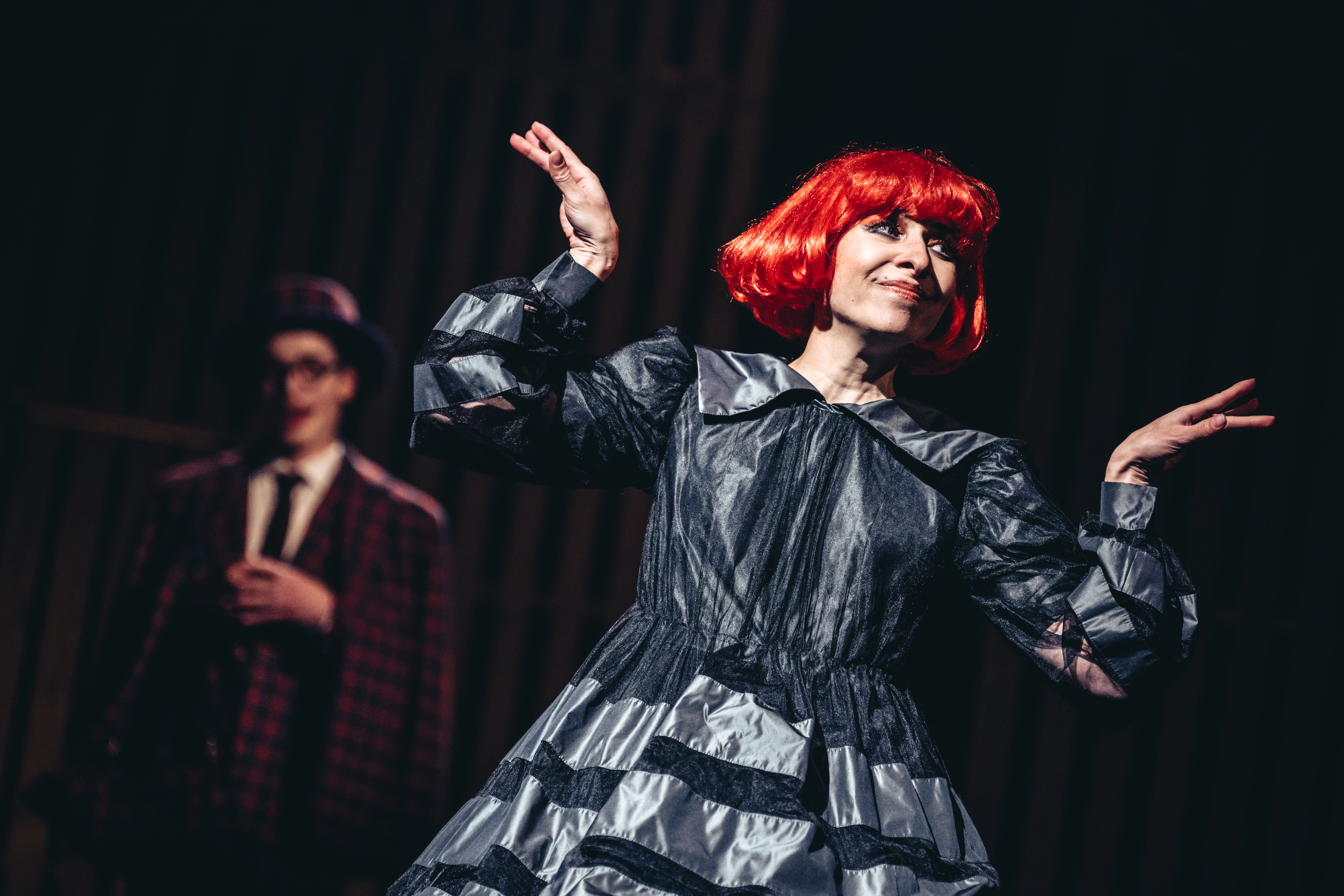
Tereza Bebarová v roli Frosiny v inscenaci Lakomec, Divadlo na Vinohradech, foto Petr Chodura (2023)

- 2014 Arthur Wing Pinero: Soudce v nesnázích, režie: Tomáš Töpfer, premiéra: 21. března 2014, role: Charlota
- 2015 David Hare: Nevzdávej to (Gethsemane), režie: Juraj Deák, česká premiéra: 15. května 2015, role: Monique Toussaintová
- 2015 William Shakespeare: Romeo a Julie, režie: Juraj Deák, premiéra: 12. prosince 2015, role: Chůva
- 2016 Piérre-Aristide Bréal: Velká mela aneb Francouzská kuchyně, režie: Daniel Hrbek, premiéra: 18. března 2016, role: Josefína
- 2016 Georges Feydeau: Když ptáčka lapají…, režie: Tomáš Töpfer, poprvé: 14. listopadu 2016, premiéra: 6. ledna 2017, role: Lucetta Gautierová
- 2022 Federico García Lorca: Dům Bernardy Alby, režie: Juraj Deák, premiéra: 20. května 2022, role: Bernarda
- 2023 Molière: Lakomec, režie: Pavel Khek, premiéra: 20. října 2023, role: Frosina
- 2024 Václav Havel: Motýl na anténě – Audience, režie: Šimon Dominik, premiéra: 29. listopadu 2019, role: Tchyně
- 2024 Carlo Goldoni: Poprask na laguně, režie: Juraj Deák, premiéra: 20. prosince 2024, role: Paní Libera

## Filmografie (výběr)

### Televize
- 1997 Průběžná O(s)trava krve (TV záznam divadelní inscenace)
- 2000 Politik a herečka
- 2001 Zdivočelá země (TV seriál, 2. řada)
- 2003 Stará láska nerezaví
- 2003 Strážce duší (TV seriál)
- 2004 Nadměrné maličkosti: Hypnóza
- 2005 3 plus 1 s Miroslavem Donutilem (TV seriál)
- 2005 Ulice (TV seriál, Světlana Nyklová)
- 2006 Poslední kouzlo
- 2007 Četnické humoresky (TV seriál)
- 2017 Četníci z Luhačovic (Vilma Hermína Podhajská)

### Film
- 1996 Konto separato
- 1999 Všichni moji blízcí
- 2010 Doktor od jezera hrochů
- 2015 Babovřesky 3
- 2016 Strašidla

### Televizní dabing
- Dr. House (Třináctka)
- Zoufalé manželky (Gabrielle Solisová)
- Ztraceni (Kate Austenová)
- Tudorovci (Anna Boleynová)
- Událost (Vicky Robertsová)
- Dexter (Debra Morganová)
- Pán času (Rose Tylerová)
- Misfits (Kelly Baileyová)
- Kriminálka Las Vegas (Sára Sidleová)
- V odborné péči (Laura)
- Okupace (seriál) (Bente Norumová)
- Vláda (seriál) (Birgitte Nyborgová)
- Přání (film) Asha

### Filmový dabing
- Funny Lady (Funny)
- 2002 Sedmý hřích (Julia Russelová)
- 2006 Casino Royale (hraje Eva Green, postava Vesper Lynd)
- 2013 Čtyřlístek ve službách krále (hlas Fifinky)
- 2013 Odpad město smrt (paní Müllerová, hrála Dana Poláková)
- 2014 LEGO příběh (Hustěnka)

## Rozhlasové role
- 2002 Johann Nepomuk Nestroy: Talisman, překlad Eva Bezděková, rozhlasová úprava a dramaturgie Jana Paterová, hudba Vadim Petrov, režie Otakar Kosek. Hráli: Titus Lišák (Jiří Langmajer), Paní z Cypřišova (Daniela Kolářová), Ema, její dcera (Kateřina Vaníčková), Konstance, její komorná (Naďa Konvalinková), Flora, zahradnice (Bára Štěpánová), Semínko, zahradnický pomocník (Bohumil Klepl), Pan Markýz, vlásenkář (Jiří Štěpnička), Salome, husopaska (Tereza Bebarová), Zátka, pivovarník (Bořivoj Navrátil) a Konrád, sluha (Jan Skopeček). (76 min).
- 2016 William Shakespeare: Sen noci svatojánské – Hippolyta[3]

## Audioknihy
- 2017, Kate Atkinsonová, Život za životem, vydala Audiotéka, Hladové hry, komplet

## Ocenění
- 2003 Cena Františka Filipovského za dabing role Julie Russelové ve filmu Sedmý hřích
- 2005 Cena Thálie za hlavní roli v muzikálu Funny Girl
- 2009 Cena Františka Filipovského za dabing role Laury v seriálu V odborné péči
- 2011 Cena Františka Filipovského za dabing role Funny ve filmu Funny Lady
- 2019 Cena Františka Filipovského za dabing role Enid Blytonové ve filmu Enid